# Ion Panțuru
Ion Panțuru (11. září 1934 Comarnic, Rumunsko – 17. ledna 2016) byl rumunský bobista, bronzový medailista z her v Grenoblu 1968, stříbrný z MS v Lake Placid 1969 a bronzový z MS 1973. Kromě bobování byl též fotbalovým brankářem. Chytal za rumunský druholigový klub Carpați Sinaia.
Rumunsko reprezentoval na čtyřech zimních hrách v řadě, počínaje hrami v Innsbrucku 1964. Nejúspěšnější pro něj byly hry v Grenoblu, kde společně s Neagoem vybojoval bronzovou medaili na dvojbobu a se čtyřbobem skončil na 4. místě.
S Focșeneanem na postu brzdaře vybojoval stříbrnou medaili na mistrovství světa v Lake Placide roku 1969 a bronzovou v roce 1973.